# Orkest De Volharding
Das Orkest De Volharding war ein niederländisches Kammermusikensemble, dessen blasorchesterartige Besetzung von drei Trompeten, einem Horn, drei Posaunen, drei Saxophonen und einer Flöte nach Art einer Big Band um ein Piano und einen Kontrabass erweitert war. Das 1972 gegründete Ensemble, das bis 2010 existierte, erspielte sich einen Ruf in der Interpretation von Musik zwischen Jazz und Neuer Musik.

## Geschichte
Louis Andriessen konzipierte 1971/72 seine Komposition De Volharding (dt. „Ausdauer“), die Ideen des Minimalismus aufgriff, aber einen mobilisierenden Effekt haben sollte. Für die Aufführung riet ihm Willem Breuker auf ein gemischtes Ensemble aus professionellen Jazz- und klassischen Musikern zurückzugreifen. Das extra zusammengestellte Ensemble, mit dem Andriessen seine Komposition einübte und im Mai 1972 im Theater Carré uraufführte, war bereit, auch andere Kompositionen zu spielen, Bearbeitungen von Boogie-Woogies von Jimmy Yancey ebenso wie die Hymne des Vietcong, und wollte in der Regel nicht im Konzertsaal aufzutreten, sondern nach Art von Straßenmusikern bei Demonstrationen, politischen Veranstaltungen und Stadtteilfesten. Das Orchester funktionierte zunächst ohne Dirigent, ohne Hierarchie und mit viel Idealismus. Das Ensemble spielte jedoch nur Musik, die eigens für das Orchester komponiert oder zumindest arrangiert wurde. Aufgrund der komplexer werdenden Projekte und der Verlagerung der Tätigkeit in den Konzertsaal hat das Ensemble seit 1989 mit Dirigenten gearbeitet, zunächst mit Cess van Zeeland. Mit seinem langjährigen Dirigenten Jurjen Hempel ging das Ensemble auf Konzertreisen durch Deutschland, Frankreich, Russland und den USA, 1995 auch mit dem German Clarinet Duo in den Niederlanden.
Mehr als dreihundert Werke hat das Orkest De Volharding insgesamt in Auftrag gegeben und aufgeführt, zumeist bei in den Niederlanden lebenden  Komponisten. Aufgrund der Streichung der Zuschüsse aus dem niederländischen Fonds Podiumkunsten beendete das Orchester seine Arbeit; am 21. Februar 2010 gab es sein letztes Konzert.

## Diskographische Hinweise
- Orkest De Volharding (Werke von Louis Andriessen und Huynh Minh Siêng; 1972–74)
- Orkest De Volharding Met Stukken van Afonso, Andriessen, van Manen, Vásques Días en Wagenaar (1982)
- 005 (Werke von Huub de Vriend, Cees van Zeeland, Klaas Torstensson, Guus Janssen; Donemus, 1985)
- Shoulder to Shoulder (Werke von Martijn Padding, Maarten van Norden, Amílcar Vásques Días, Willem van Manen, Steve Martland; Attacca, 1989)
- Hex (Werke von Michael Torke, Paul Termos, Hanna Kulenty, Robert Zuidam; Attacca, 1992–1993)
- Louis Andriessen: De Stijl (Schönberg Ensemble, ASKO Ensemble; R. de Leeuw) M is for Man, Music, Mozart (Orkest De Volharding; Nonesuch, 1994)
- Western Darlings (Werke von Gerald Berry, Hanna Kulenty, Steve Martland, Gordon McPherson); Challenge, 1998
- 1972–1992: Trajekten (Werke von Louis Andriessen, Misha Mengelberg, Amílcar Vásques Días, Willem van Manen, Klas Torstensson, Cess van Zeeland, Guus Janssen; NM Classics, 1999)
- The Minimalists (Werke von Steve Reich, Louis Andriessen, Kyle Gann, David Lang, John Adams, Terry Riley; mode, 2009)